# Emmet Hudson
Emmett Joseph Hudson (21 de mayo de 1905, Arkansas - 23 de junio de 1991 Dallas, Texas) fue un testigo del asesinato de John F. Kennedy en Dallas, Texas, el 22 de noviembre de 1963. Hudson era un empleado del Departamento de Jardines de Dallas y trabajaba como guarda de la Plaza Dealey. Cuando la comitiva presidencial avanzaba por Elm Street, Hudson estaba junto a otros dos hombres en la escalinata del promontorio que hay al norte de la calle, y a unos 10 metros del extremo de la valla de lo alto del montículo. Oyó un total de tres disparos, y afirmó que el segundo fue el que impactó en la cabeza del presidente. Creyó que los disparos venían del depósito de libros. Testificó ante la Comisión Warren que no vio a nadie armado a excepción de los agentes de policía.
Hudson fue llamado a declarar en 1979, cuando se constituyó el HSCA, segundo comité investigador de la muerte de Kennedy. Confirmó su testimonio anterior y repitió que no creía que se hubiese realizado ningún disparo desde la valla de madera.
Bill Miller ha reconocido a Hudson en las grabaciones de Nix y Zapruder, poniendo en entredicho la existencia del "hombre del perro negro", otro de los sujetos sin identificar surgidos en el curso de las investigaciones y que algunas teorías consideraban el "segundo tirador". 